# 1016

## Събития
- Кнут I Велики става крал на Англия.

## Родени
- Едуард Изгнаника, некоронован наследник на английския престол

## Починали
- 22 май – Иван Владимир, сръбски княз и християнски светец